# Ljubo Ilić
Ljubo Ilić (1905-1994) est un diplomate yougoslave, membre des Brigades internationales puis de la Résistance française.

## Biographie
Né le 16 avril 1905 à Split, Ljubo Ilić part étudier en France dès 1926, payant par lui-même le voyage et l'adhésion à une université de Paris, dont il est diplômé en 1931. Durant ses études en France, il se lie à des élèves marxistes, dirige l'association des étudiants yougoslaves, puis devient secrétaire pour les publications antifascistes des Amis du monde diplomatique. A son entrée dans le monde du travail, il est  secrétaire de la commission d'émigration en France, et publie la "Gazette des émigrants", au nom des émigrés yougoslaves. Il travaille ensuite au parti communiste de Yougoslavie.
En août 1936, aux débuts de la guerre civile espagnole, il s'engage dans les Brigades internationales, où il rejoint le bataillon Dombrovski. Il monte rapidement en grade, tout d'abord en tant que commissaire politique puis commandant de compagnie. Il est gravement blessé durant le siège de Madrid. Dès sa rémission, il suit des cours d'officiers à Albacete, puis organise des actions de guérilla contre les troupes de Franco, auxquelles il tend différentes embuscades. Il participe ensuite à l'offensive de Saragosse, puis est de nouveau blessé, à deux reprises, ce qui lui vaut d'être transféré à Barcelone, où il dirige l'Académie des partisans militaires. En juillet 1938, de nouveau sur le front, il est nommé commandant de la 76e division partisane, puis du 14e corps de guérilla, avec qui il participe aux derniers combats avant la défaite républicaine.
Rentré en France, il est arrêté à la mi-février 1939 et incarcéré au camp de Saint-Cyprien, avant d'être libéré en mars. Architecte dans son pays, il est en France employé à l'urbanisme de la mairie d'Ivry sur Seine.
Il s'installe alors à Paris, mais il est de nouveau détenu, et transféré vers Toulouse, en février 1941. Il entre alors en contact avec des groupes de résistance communistes. Il est ensuite déplacé à la prison de Castres, où, après une première tentative infructueuse en 1942, il s'échappe le 16 septembre 1943, lors d'une évasion massive. Il rejoint alors la résistance française, puis devient commandant des forces étrangères de la zone sud. En janvier 1944, il est appelé au Comité français de libération nationale, et nommé commandant de toutes les forces étrangères combattantes en France,. Il reçoit rapidement le grade de général de brigade et sera le seul général des FFI à n'être pas français.
En octobre 1944, après la Libération, il est attaché militaire à l'ambassade yougoslave, et travaille aussi auprès du Supreme Headquarters Allied Expeditionary Force. Il entame ensuite une carrière de diplomate pour la Yougoslavie et deviendra plus tard général dans l'armée yougoslave. En mars 1946, il dirige une mission diplomatique en Amérique latine, afin d'établir des liens avec les pays de la région ; il est conseiller auprès du ministère des Affaires étrangères yougoslave (à partir de septembre 1947) ; assistant du ministre de la construction yougoslave (à partir de janvier 1948) ; Président de la commission de l'économie locale et des affaires communales (à partir d'avril 1949) ; ambassadeur en Norvège (à partir d'avril 1951) ; ambassadeur au Mexique (à partir d'octobre 1953) ; Président de la commission des affaires communales et de l'urbanisme (à partir de 1956) ; ambassadeur au Danemark (à partir de 1962) ; conseiller du secrétaire fédéral aux affaires étrangères ; ambassadeur en Suisse (à partir de 1967).
Il prend sa retraite le 27 décembre 1974, remplacé à ce poste par un conseiller d'état. Marié à Zinka Milanov, il meurt finalement le 17 mars 1994, et est inhumé dans l'allée des citoyens méritants au cimetière de Belgrade.

## Distinctions
De la guerre d'Espagne, Ljubo Ilić obtient grade de major de l'armée de la République, et est décoré de la Médaille de la souffrance pour la patrie.
De la Seconde Guerre mondiale, dans la Résistance française, il obtient le grade de général, ainsi que la croix de guerre, et il est fait chevalier de la Légion d'honneur.
Il est aussi titulaire de l'Ordre du Héros national.